# Brigada Specială de Intervenţie a Jandarmeriei
La Brigada Specială de Intervenţie a Jandarmeriei (Brigata di intervento speciale della Gendarmeria – BSIJ) è una forza di intervento e operazioni speciali appartenente alla Gendarmeria romena. L'unità porta il nome di "Vlad Tepes", nome legato al leggendario sovrano della Valacchia, Vlad l'Impalatore.

## Unità
La Brigata è suddivisa in quattro unità:
- "Batalionul Special Interventie Antiteroristă şi Acţiuni Speciale" (Battaglione di intervento antiterrorismo e azioni speciali)
- "Batalionul Special Interventie" (Battaglione di intervento speciale)
- "Detaşamentul speciale de Protectie şi Interventie (Distaccamento di protezione e intervento speciale)
- "Misiuni Internazionale" (Missioni internazionali) - 2 distaccamenti